# 21st Century Fox
Ne doit pas être confondu avec 21st Century Media.
21st Century Fox était une entreprise américaine de média issue de la scission de News Corporation effectuée le 28 juin 2013.
Elle regroupait les anciennes activités de cinéma et de télévision de News Corporation, c'est-à-dire Fox Entertainment Group qui comprend 20th Century Studios, ainsi que STAR TV, 39,14 % de Sky et de Sky Italia, et 54,5 % de Sky Deutschland. Foxtel n'est pas intégré à 21st Century Fox.
Le 14 décembre 2017, The Walt Disney Company annonce son intention d'acheter la plupart des actifs du groupe américain pour 66,1 milliards de dollars (52,4 milliards en actions et 13,7 milliards de dette). Cette procédure est soumise à l'approbation des autorités anticoncurrentielles dans un délai de 12 à 18 mois. La transaction est finalisée en mars 2019, les actifs restants sont transférés à la Fox Corporation.

## Histoire
Le 23 février 2010, News Corp investit 70 millions d'USD dans la société saoudienne Rotana Group soit 9,09 % avec une option de passer à 18,18 % au bout de 18 mois,.
Le 11 mai 2011, News Corp augmente sa participation au groupe Rotana à 14,5 % en déboursant 35 millions d'USD.
Le 16 mai 2012, News Corp augmente sa part dans le capital du Rotana Group à 18,97 %.
En janvier 2013, News Corp réorganise plusieurs de ses chaînes à la suite de pertes de droits de diffusion. Speed devient Fox Sports 1, Fuel TV devient Fox Sports 2 et Fox Soccer devient FXX.

### 2013-2017: Création de 21st Century Fox
En février 2012, Natalie Ravitz alors responsable du département de l'Éducation de la ville de New York est nommée Responsable du personnel de News Corporation. Le 28 juin 2012, un plan de réorganisation de l'entreprise est dévoilé puis un nom de projet et des détails supplémentaires le 3 décembre 2012. Le 24 mai 2013, la direction de News Corporation vote la scission de ses activités presse et divertissements, scission validée par les actionnaires le 11 juin 2013. Les activités divertissements sont regroupées dans une nouvelle société nommée 21st Century Fox dont la date de création est datée du 28 juin et l'action au NASDAQ débute le 1er juillet,,.
Le 22 mars 2013, News Corp revend 5,28 % de sa participation dans la société chinoise Phoenix Television pour 92 millions d'USD et transfère les 12,16 % restant à sa filiale STAR TV.
En 2013, Fox augmente sa participation à Sky Deutschland à 55 %. Elle vend aussi ses 49 % de NDS Group à Cisco Systems pour 1,9 milliard d'USD.
Le 11 juillet 2013, 20th Century Fox s'associe avec le producteur de théâtre Kevin McCollum, le producteur cinématographique John Davis et Tom McGrath pour adapter ses films en comédies musicales pour Broadway,.
Le 16 août 2013, 21st Century Fox investit 70 millions d'USD dans Vice Media soit 5 % du capital,. Le 28 juin 2013, la société finalise sa séparation d'avec News Corporation.
Le 19 octobre 2013, TPG Capital achète la part de 12,15 % de News Corp dans la société chinoise Phoenix Television, détenue au travers de STAR TV, pour 213,73 millions d'USD.
Le 8 janvier 2014, Rupert Murdoch annonce le retrait de l'action au Australian Securities Exchange pour ne garder que le NASDAQ,. Le 28 février 2014, 21st Century Fox augmente sa participation dans YES Network de 49 % à 80 % pour 680 millions d'USD.
En 2014, 21st Century Fox vend ses 47 % de CMC News Asia Holdings, ses 50 % de STATS LLC et ses 50 % STAR CJ Newtork India.
En juillet 2014, 21st Century Fox annonce vouloir vendre pour 9 milliards de dollars à Sky ses participations dans Sky Deutschland et Sky Italia, respectivement détenues à 57 % et à 100 %. Elle augmente sa participation dans Sky à 39 % pour 900 millions d'USD.
Entre mai et décembre 2014, Endemol, qui appartient à ce moment à Apollo Global Management, fusionne avec Core Media, une autre filiale du fonds Apollo Global Management, et avec Shine Group, une filiale de 21st Century Fox, pour créer Endemol Shine Group, détenu à 50 % par Apollo Global Management et à 50 % par 21st Century Fox.
En octobre 2014, Fox Television Stations et Cox Media Group s'échangent deux lots de deux stations, KTVU et KICU-TV dans la baie de San Francisco passent chez la Fox tandis que WHBQ-TV de Memphis et WFXT-TV de Boston vont à la Cox.
Le 12 novembre 2014, 21st Century Fox finalise la vente de l'intégralité de Sky Italia et ses 57 % de Sky Deutschland à Sky pour 8,8 milliards d'USD. 21st Century Fox achète aussi les 21 % de BSkyB qu'elle détient dans NGC Network International pour 650 millions d'USD, grimpant à 73 %. Le 4 décembre 2014, Fox Television Studios et Fox 21 Television Studios fusionnent car les deux studios ont la même cible, la production pour la télévision câblée.
En février 2015, 21st Century Fox achète la régie publicitaire TrueX (en) (ex-SocialVibe) pour 175 millions d'USD.
Le 16 juin 2015, la Fox annonce dans un communiqué que Rupert Murdoch cède la direction opérationnelle du groupe à son fils cadet James. Son frère aîné Lachlan partagera la coprésidence exécutive du conseil d'administration avec Rupert. En juin 2015, Fox solde son investissement de 50 % dans MundoFox Broadcasting et reçoit 75 millions d'USD. Fox revend aussi sa participation dans le distributeur cinématographique chinois Bona Film Group pour 70 millions d'USD.
En septembre 2015, 21st Century Fox acquiert une participation de 73 % dans la filiale média de National Geographic Society, National Geographic Partners pour 720 millions de dollars.
En décembre 2015, STAR India achète la société indienne de diffusion MAA Television Network pour 346 millions d'USD.
En février 2016, la société achète pour 225 millions d'USD, les 7 % restants d'une chaîne de télévision sportive locale de Fox Sports Net. Le 10 février 2016, dans un rapport financier 21st Century Fox déclare une perte comptable pour sa participation de 11 % achetée 160 millions d'USD en juillet 2015 désormais valorisée 65 millions d'USD.
En décembre 2016, 21st Century Fox annonce acheter l’intégralité du groupe de télévision britannique Sky, c'est-à-dire la participation de 61 % qu'il ne possédait pas, pour 14,8 milliards de dollars,.
Le 18 janvier 2017, Fox fonde le studio de jeu vidéo FoxNext dirigé par Salil Mehta qui doit produire des jeux basés sur les productions de 20th Century Fox et Fox Networks Group.
Le 9 août 2017, FX Networks annonce le lancement d'un service de vidéo à la demande payant et sans publicité baptisé FX+ avec le contenu de FX et FXX disponible à partir du 5 septembre aux abonnés de Xfinity de Comcast.

### 2017-2018: Achat par Disney et vente de Sky
Le 6 novembre 2017, le site CNBC révèle que 21st Century Fox serait en pourparler avec Disney pour lui vendre une partie de ses activités dont les studios 20th Century Fox, les chaînes européennes de BSkyB mais aussi National Geographic Channel et Star India.
Cette acquisition ne se finalisera qu'en mars 2019.
Les chaînes Fox Broadcasting Company, Fox News et Fox Sports Net sont alors exclues de la transaction pour des raisons de réglementation. Le 14 décembre 2017, selon Bloomberg, la Fox conserverait ses locaux en cas de rachat par Disney dont les Fox Studios à Los Angeles. Le 4 décembre 2017, Fox annonce la fermeture de sa division de production internationale Fox International Productions, créée en 2008.
Le 20 février 2018, 21st Century Fox prévoit 10 années d'investissements dans Sky News pour rassurer l'OFCOM britannique dans le cadre de son rachat de la totalité de Sky et de son rachat par Disney. Le 18 avril 2018, FuboTV annonce avoir levé 75 millions d'USD auprès d'AMC Networks, 21st Century Fox, Luminari Capital, Northzone, Sky et Scripps Networks Interactive (désormais Discovery),.
Le 25 avril 2018, Comcast fait une offre de 30 milliards d'USD pour acheter Sky alors que Disney n'a pas finalisé l'acquisition d'une majorité de la 21st Century Fox détenant 39 % de Sky, forçant le duo Disney-Fox à faire une contre-offre,. En mai 2018, 21st Century Fox annonce l'acquisition de sept stations de télévisions de Sinclair Broadcast Group pour 910 millions de dollars. Le 16 mai 2018, dans le cadre de la future réorganisation, Lachlan Murdoch deviendrait le nouveau CEO du nouveau FOX et John Nallen, actuel CFO prendrait la place de COO,.
Le 12 juin 2018, un juge fédéral du département de la Justice des États-Unis approuve la fusion entre AT&T et Time Warner, ouvrant la voie au rachat de la 21st Century Fox par Disney ou Comcast,.
Le 28 août 2018, les Yankees de New York annoncent leur intention d'acheter la chaîne YES Network à Disney après le rachat de la 21st Century Fox et pour satisfaire le département de la Justice des États-Unis.
Le 20 mars 2019, Disney finalise l'achat de la majorité des actifs de la 21st Century Fox pour 71,3 milliards d'USD,,. Le titre est retiré de cotation sur le NASDAQ.

## Organisation

### Actifs achetés par Disney
- Fox Entertainment Group

#### Cinéma
- 20th Century Fox[56]
  - 20th Century Fox Home Entertainment[57]
  - Fox 2000 Pictures
  - Fox Searchlight Pictures[56]
  - 20th Century Fox Animation
  - Blue Sky Studios
- Fox Studios Australia
- Fox Star Studios

#### Production pour la télévision
- Fox Television Group, société regroupant l'ensemble des intérêts dans la télévision
- 20th Century Fox Television
  - Fox 21 Television Studios
  - 20th Television[58]
    - Lincolnwood Drive, Inc.[59]

  - Fox Television Animation
- Fox Networks
  - FX Networks[60]
    - FX
    - FXX
    - Baby TV
    - FX Movie Channel
    - FX Productions

  - Fox Life
  - Fox Digital Media
- Star India (100 %)
- National Geographic Partners (75 %) chaînes de National Geographic
  - National Geographic Channel (USA et International)
  - Nat Geo Wild
  - Nat Geo Mundo (version espagnole)
  - ESPN Star Sports
- Hulu (30 %)

#### Télévision internationale
- Fox Networks Group International
  - Fox Networks Group Portugal (en) (100 %)
  - Fox Networks Group Philippines (en) (100 %)
  - Fox Networks Group Benelux (en) (100 %)
  - Voyage (France)
  - Fox Crime
  - Fox Life+Fox Life (Amérique latine)+Fox Life (France)
  - Fox Retro (Italie)
  - LAPTV (en)

#### Autres intérêts
- Fox Music (en) (filiale de 20th Century Fox)
- FoxNext
- 20th Century Fox World Malaysia (License à Resort World by Genting Group)
- Fox Sports Digital Media
  - FoxSports.com
  - WhatIfSports
  - Yardbarker
- National Geographic Partners (73 %)
- Endemol Shine Group (50 %)
  - Endemol
  - Core Media Group
  - Bossa Studios, social gaming producer
  - ChannelFlip, online original content producers
  - Dragonfly Film and Television Productions, documentary
  - Friday TV
  - Kudos, drama producer
  - Metronome Film & Television, Nordic production company
  - Princess Productions, entertainment and multi-genre
  - Shine America
  - Shine TV (UK)[61]
  - Shine TV
  - Shine 360°, licensing division
  - Shine International, international sales and distribution arm
  - Shine Network, unscripted formats division
  - children production co-venture with Teletubbies and In The Night Garden co-creator Andrew Davenport[62]
- FuboTV (16 %)[63]
- Vice Media (5 %)

### Actifs faisant l'objet d'une scission
Télévision
- Fox Broadcasting Company[64] (Repris par Fox Corporation)
  - MyNetworkTV[64]
  - Movies! (50 %)
  - 28 stations[64]
  - Fox Television Stations Productions
- Fox News Group[65]
  - Fox News Channel[65]
  - Fox Business Network[65]

Télévision sportive
- Fox Sports Net (repris par Sinclair en mai 2019)
  - Fox Sports Arizona (en)
  - Fox Sports Detroit (en)
  - Fox Sports
  - Fox Sports Florida
  - Fox Sports Midwest (subfeeds: Fox Sports Indiana, Fox Sports Kansas City)
  - Fox Sports North
  - Fox Sports Ohio
  - Fox Sports South / Fox Sports Southeast (subfeeds: Carolinas, Tennessee)
  - Fox Sports Southwest (subfeeds: Oklahoma, New Orleans)
  - Fox Sports West (subfeed: San Diego)
  - Fox Sports Wisconsin
  - YES Network (80 %)[66]
- Fox Soccer Plus (en)
- Fox College Sports (en)
- Speed (Canada)
- Fox Deportes (en)
- Fox Sports 1
- Fox Sports 2
- Big Ten Network (49 %, le reste Big Ten Conference)

SKY rachetée par Comcast
- Sky plc (39,14 %)
  - Sky (Royaume-Uni et Irlande)
  - Sky Deutschland (95 %)
  - Sky Italia (100 %)